# Bruinborsttodietiran
De bruinborsttodietiran (Hemitriccus obsoletus) is een zangvogel uit de familie Tyrannidae (tirannen).

## Verspreiding en leefgebied
Deze soort komt voor in het zuiden van Brazilië en telt twee ondersoorten:
- H. o. obsoletus: zuidoostelijk Brazilië.
- H. o. zimmeri: zuidelijk Brazilië en uiterst noordoostelijk Argentinië.

## Status
De grootte van de populatie is niet gekwantificeerd maar de soort wordt omschreven als vrij algemeen. Op de Rode lijst van de IUCN heeft deze soort de status niet bedreigd.